# Sigrid Grabner
Sigrid Grabner, rozená Hauf (* 29. října 1942 Děčín-Podmokly), je německá spisovatelka.

## Život
Narodila se v Podmoklech, od roku 1947 žila s rodiči v Merseburgu. V roce 1961 absolvovala střední školu v Halle a rok pracovala v zemědělství. V letech 1962 až 1967 studovala kulturní studia a indonéská studia na Humboldtově univerzitě ve východním Berlíně. V roce 1972 tam získala doktorát s prací o indonéské kulturní politice během Sukarnovy diktatury. Od roku 1974 pracuje jako spisovatelka na volné noze.
V 90. letech spoluzaložila a vedla Brandenburgische Literaturbüro. Byla vdaná za spisovatele a přeživšího z koncentračního tábora Hasso Grabnera. Má dvě děti.

## Dílo (výběr)
- Flammen über Luzon, (philippin. Revolution von 1896), Berlin 1976.
- Hoffnung am Irrawaddy, Burma im Aufbruch, Berlin 1980.
- Was geschah auf der "Zeven Provinciën"?, Berlin 1980.
- Traum von Rom, histor. Roman um Cola di Rienzo, Berlin 1985.
- Mahatma Gandhi - Politiker, Pilger u. Prophet, 3. Aufl., Berlin 1987, ISBN 3-355-00583-5.
- Hochzeit in der Engelsburg - Frauen aus der italienischen Geschichte, Berlin 1988, ISBN 3-371-00126-1.
- Christine - Rebellin auf Schwedens Thron, Romanbiographie, Frankfort, Berlin 1995, ISBN 3-548-23711-8.
- Vertraute Fremde, Essays, Porträts, Betrachtungen, Potsdam 2002, ISBN 3-930752-22-0.
- Mahatma Gandhi - Politiker, Pilger und Prophet, Biographie, Leipzig 2002, ISBN 3-374-01940-4.
- Jahrgang ’42 - mein Leben zwischen den Zeiten, Autobiographie, Leipzig 2003, ISBN 3-374-02041-0 (NA: Kisslegg 2011, ISBN 978-3-86357-014-9).
- Im Auge des Sturms - Gregor der Große, Biographie, Augsburg 2009, ISBN 978-3-86744-110-0.
  - englische Übersetzung: In the eye of the storm. a biography of Gregory the Great. San Francisco 2021, ISBN 978-1-62164-364-7.
- Sie machte Frieden - Maria Theresia und andere Erzählungen, Kisslegg 2018, ISBN 978-3-86357-201-3.
- Im Zwielicht der Freiheit - Potsdam ist mehr als Sanssouci, Kisslegg 2019, ISBN 978-3-86357-234-1.